# Le Vernet (Ariège)
Le Vernet é uma comuna francesa na região administrativa de Occitânia, no departamento de Ariège.